# ベビーパウダー

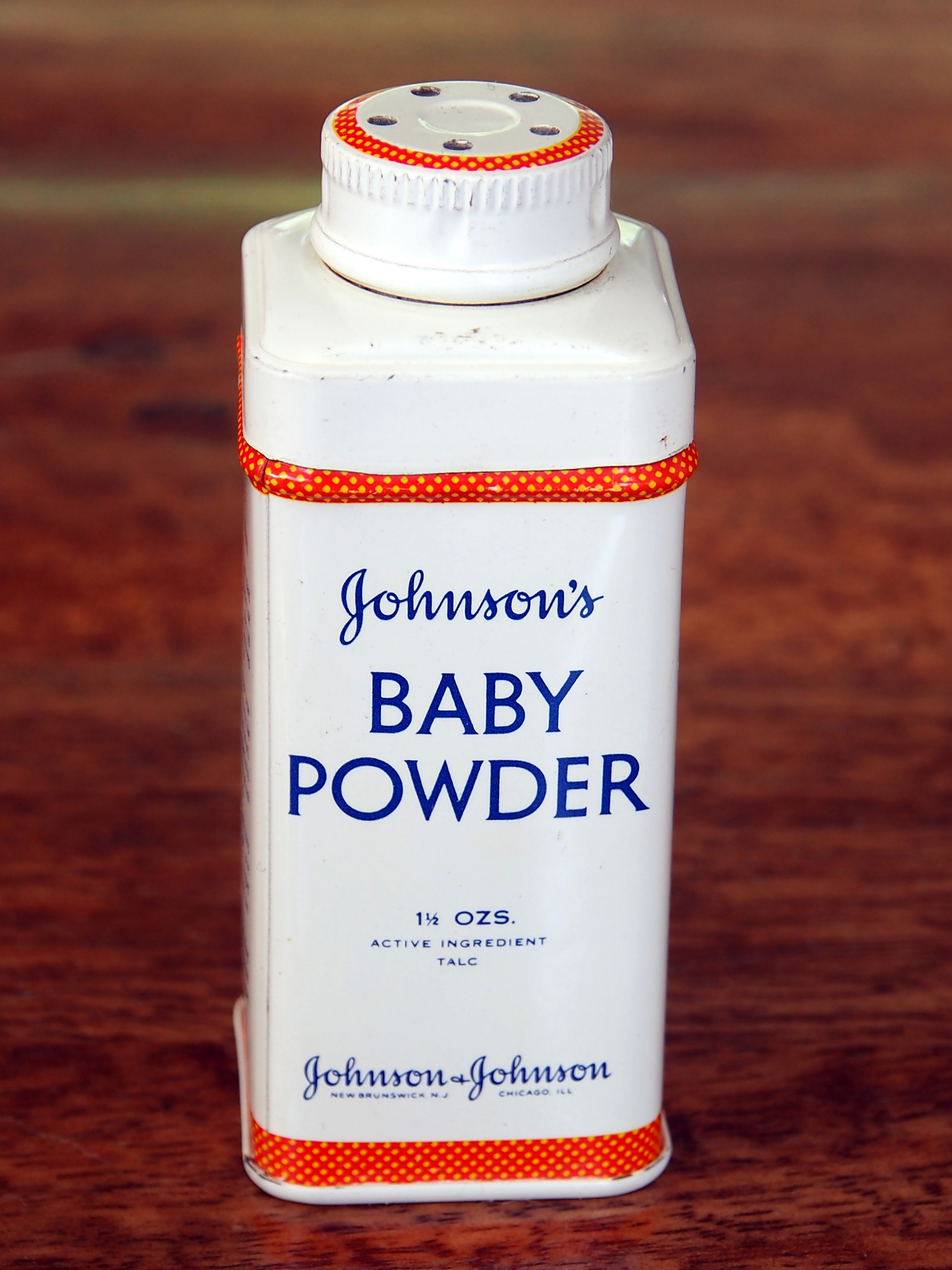
ベビーパウダーのボトル（ジョンソン・エンド・ジョンソン）

ベビーパウダー（baby powder）は、主としてあせもやただれ防止に皮膚に塗布する粉末。乳幼児に用いることが多いためこの名がある。タルカムパウダー（talcum powder）ともいう。

## 概要
主たる原料は、滑石（タルク）などの鉱物と、コーンスターチなど植物のデンプンである。日本古来の天花粉（天瓜粉、てんかふん）も、同じ目的のものであるが、本来はキカラスウリのデンプンをいった。
作用としては微細な粒子による毛細管現象で水分を吸い上げ、澱粉によって湿度を適度に保ち、滑石によって皮膚表面を滑らかにする。決して乾燥させるわけではなく、皮膚同士の摩擦を少なくすることによって、あせもをできにくくする。
パウダー商品の種類にはパフの付いている物とそうでない物があり、缶に入っているタイプと、小さく持ち運びに適したシェーカータイプなどが存在する。
なお、別称となっているシッカロールは国内初のベビーパウダーであり、和光堂ブランドを持つアサヒグループ食品の登録商標である。シッカロールという名称は、ラテン語で「乾燥」という意味の「シッカチオ（siccātiō）」から名付けられた。

## 利用

### 使用方法
乳幼児は、時に衣服（特にオムツ）によるあせもやただれ等の肌の異常を起こしやすく、それらの部位に、パフで直接薄く、撫でるように、もしくは軽く押さえるようにして塗る。
厚く塗ってしまうとダマになるおそれがある。汗腺を塞いでしまったり汚れが残ってしまうと肌のかぶれを悪化させることがある。
乳幼児以上の児童や成人の肌への使用も支障はなく、汗ばむことの多い体質や季節には効果的である。力士がよく使用している。近年では収れん剤や保湿成分などの薬用成分が添加された商品も市場に多く出回っている。

### その他
湿度の高い季節に麻雀をやると、湿気で麻雀牌同士がくっついてツモりにくくなることがあるが、ベビーパウダーを少量振ってよく洗牌するとこれを防止できる。このためベビーパウダーを常備している雀荘がある。
1980年代以前のウェットスーツの着用面には現在のように布地が貼られておらず、単にゴム素材のままだった。そのままでは身体との摩擦が大きくて着にくくいため、下手をすれば破れてしまうこともあるので、ベビーパウダーを内側に振って滑りを良くしていた。
ウルトラマンや、ウェットスーツを素材にしていた1970年代のヒーローも上記の例外ではなく、特撮撮影やアトラクションショーにベビーパウダーは必要不可欠で、必ず衣装とセットで梱包されていた。
同様に、タイヤチューブの摩擦防止として使用されるタイヤパウダーの代用品となる。ベビーパウダーもタイヤパウダーも同じタルクが主成分で、タイヤパウダーより安価である。
タルク配合のベビーパウダーを瞬間接着剤の補剤として混入させると、毛細管現象によって液剤は粉体粒子の微細な隙間に浸透していき、結果として接着後の強度をある程度粘りあるものにし、代償として硬化開始時間を延期する。これを利用したものが「瞬間接着パテ」と呼ばれるもので、かつてはアルテコ社から「SSP-HG」として販売されていたが、現在はGSIクレオス社に引き継がれ「Mr-Hobby」シリーズ入りし、商品名とパッケージが変更された。
昭和30年代のプラモデル用の国産塗料が発売されたばかりの頃は、『艶あり』の塗料しか存在しなかったが、当時のプラモデル製作者は『歯磨き粉』や『ベビーパウダー』を混入させることで『艶消し』表現を実現していた。暫くして、『艶消し塗料』が容易に入手できる様になり、この技法は廃れた。

## 安全性

### アスベストの混入
1987年7月、ベビーパウダーの原料である滑石に不純物として石綿が混入していたという事件があり、労働省産業医学総合研究所（当時）の調査によって、11社19製品のうち5社5製品に関してアスベストの混入が認められた。現在においては、厚生労働省の定めた不純物混入試験を経た滑石以外は原料として使用することが許されていない。
2008年には、アスベストが混入していたとみられるベビーパウダーを扱っていた元労働者に労災認定が認められたケースが現れた。
アメリカでもベビーパウダーは食品医薬品局の検査対象となっている。2019年には、ジョンソンエンドジョンソン社がオンライン販売していた製品から微量のアスベストを検出。同社は、2018年に販売した当該ロットの自主回収を始めた。

### アメリカでの訴訟
アメリカでは、長年女性器にベビーパウダーを使用し続けた女性が卵巣がんになった原因はパウダーにあるとして、大手製造メーカーであるジョンソン・エンド・ジョンソン社を訴えるケースが増えている。2017年にはジョンソン・エンド・ジョンソン側が敗訴したケースも見られたが、会社側は安全性に問題はないとして上訴している。しかしながら北アメリカでは、消費者の行動変化や発がん性をめぐる懸念から売り上げが減少。J&Jは2020年5月19日、タルクを原料とするベビーパウダーの販売をアメリカとカナダで中止することを発表した。

## 代表的なメーカー
- ジョンソン・エンド・ジョンソン
- ピジョン
- アサヒグループ食品